# 寺本俊彦
寺本 俊彦（てらもと としひこ） は、日本の海洋学者。東京大学名誉教授。元国際海洋科学技術協会会長。

## 人物・経歴
京都府生まれ。1952年東京工業大学工学部卒業。1962年東京大学大学院修了。東京大学海洋研究所教授、東京大学名誉教授、神奈川大学理学部長・教授、神奈川大学名誉教授、国際海洋科学技術協会会長などを歴任。1995年度日本海洋学会賞受賞。2003年NPO海ロマン21理事長。

## 著書
- 『地球の海と気候 : 人類は生き残れるか』御茶の水書房 2000年